# Christian Reithmann

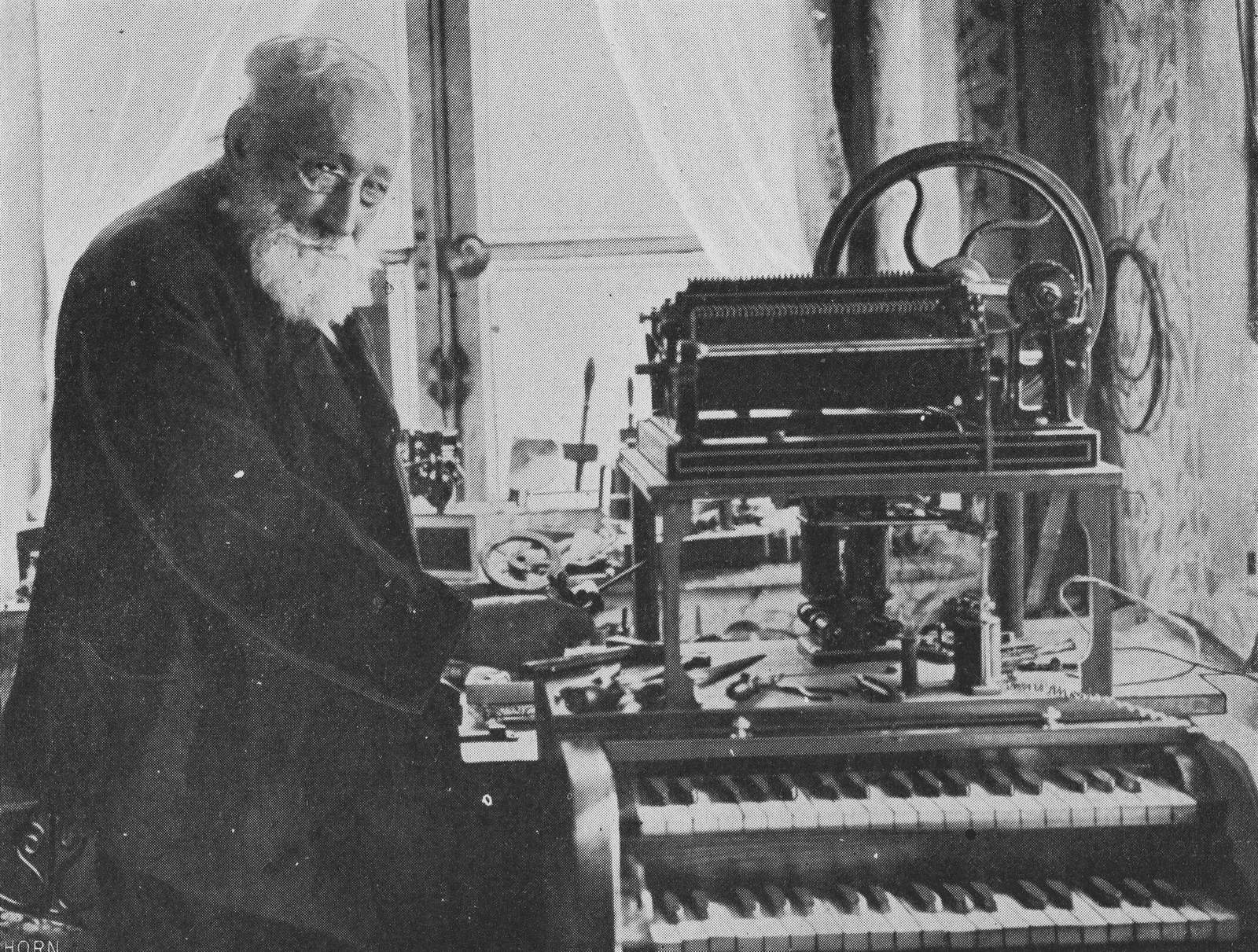
Christian Reithmann

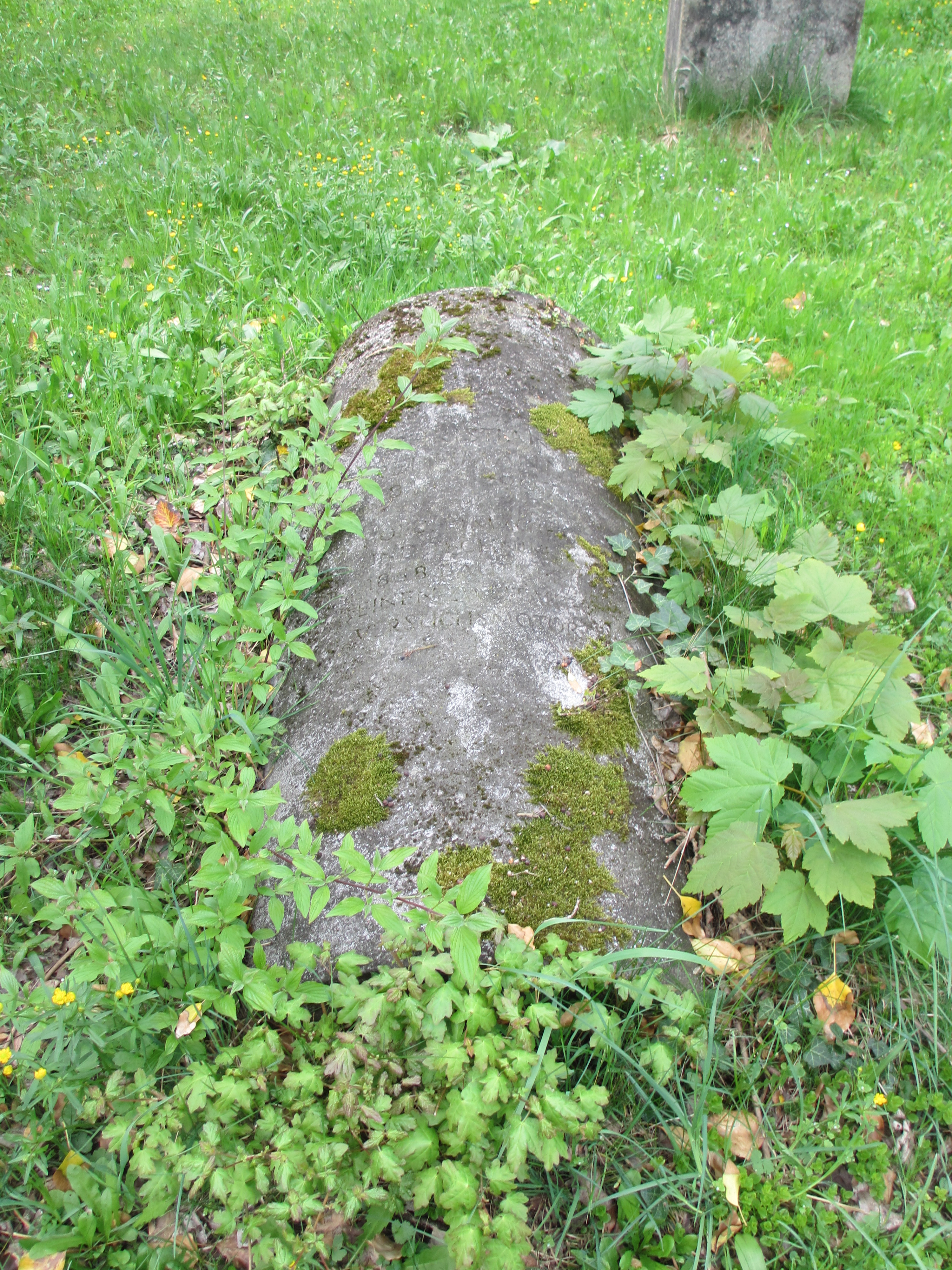
Grab (Ersatzgrab) von Christian Reithmann auf dem Alten Südlichen Friedhof in München (Foto: 2013)

Christian Reithmann (* 9. Februar 1818 in St. Jakob in Haus, Österreich; † 1. Juli 1909 in München) war Hofuhrmachermeister des Bayrischen Königs Ludwig II. und Motorenentwickler. Er gilt als Erfinder des Viertaktmotors. Er entwickelte drei Jahre vor Nicolaus Otto 1873 das Viertaktprinzip und gewann im Patentstreit gegen ihn in 1. Instanz. Reithmann verkaufte die Rechte für eine enorme Summe an die Gasmotoren-Fabrik Deutz AG. Im Vertrag wurde vereinbart, dass Reithmann sein Geld unabhängig vom Ausgang der Verhandlung in 2. Instanz bekommen sollte. Beide Seiten sollten ehrlich vor Gericht weiter streiten. Doch dann setzte Ottos Partner Eugen Langen Reithmann unter Druck, bis er aufgab, absichtlich den Prozess verlor und in Vergessenheit geriet. Die Grabstätte (Ersatzgrab – Original verloren) von Christian Reithmann befindet sich auf dem Alten Südlichen Friedhof in München (Gräberfeld 35 – Reihe 1 – Platz 14, Standort).

## Uhrmacher
Reithmann stammte aus einfachen Verhältnissen, war aber übermäßig begabt. Der Dorfpfarrer von Fieberbrunn, wo Reithmann aufwuchs, erkannte sein Talent und suchte für Reithmann eine Lehrstelle als Tischler in Salzburg. Die Lehre startete Reitmann 1836 und absolvierte sie 1839. Danach ging er auf Wanderschaft und arbeitete 1839–1841 bei einem Kunsttischler, der beim Bau der Wittelsbacher Residenz in München mitwirkte. Von 1841 bis 1848 führte er den Betrieb einer Uhrmacherwitwe in Schwabing und machte sich 1848 als Uhrmacher selbständig. Ab 1841 suchte er immer wieder um Privilegien, wie Patente damals hießen, für seine selbst erfundenen Maschinen zur Uhrenfertigung an. Seit 1852 besaß er einen Elektromotor, den er ab 1853 als Gasmotor betrieb, nachdem seine Werkstatt an die öffentliche Gasanstalt angeschlossen wurde. Er entwickelte den Motor immer weiter, da er glaubte, dass Maschinen exakter fertigen als Menschenhände. Er wollte eine Uhrenfabrikation gründen, worum er beim Münchner Stadtmagistrat ansuchte. 1860 erhielt er das Bürgerrecht der Stadt München, was ihn berechtigte, ein Haus zu kaufen und die Uhrenfabrikation mit zehn Maschinen zur Fertigung von Uhren zu betreiben. Diese Maschinen waren von ihm selbst konstruiert und wurden von seinem eigens dafür konstruierten Werkstattmotor angetrieben. Ab 1865 fertigte er Uhren mit einem vom Räderwerk unabhängigen Pendel. Er wurde Hofuhrmachermeister des Bayerischen Königs Ludwig II. und betreute die Uhren auf dessen Schlössern.

## Uhren
- Für das Glockenspiel am Neuen Münchner Rathaus entwickelte er die kinematische Anordnung 1899
- Die Turmuhr für das Schloss Berg am Starnberger See
- Wanduhr mit elektrischem Antrieb und Minuten-Freischwinger (Deutsches Museum, Zeitabteilung)
- Hauptuhr mit pneumatischer Steuerung der Nebenuhren (Deutsches Museum, Zeitabteilung)

## Motorenentwickler

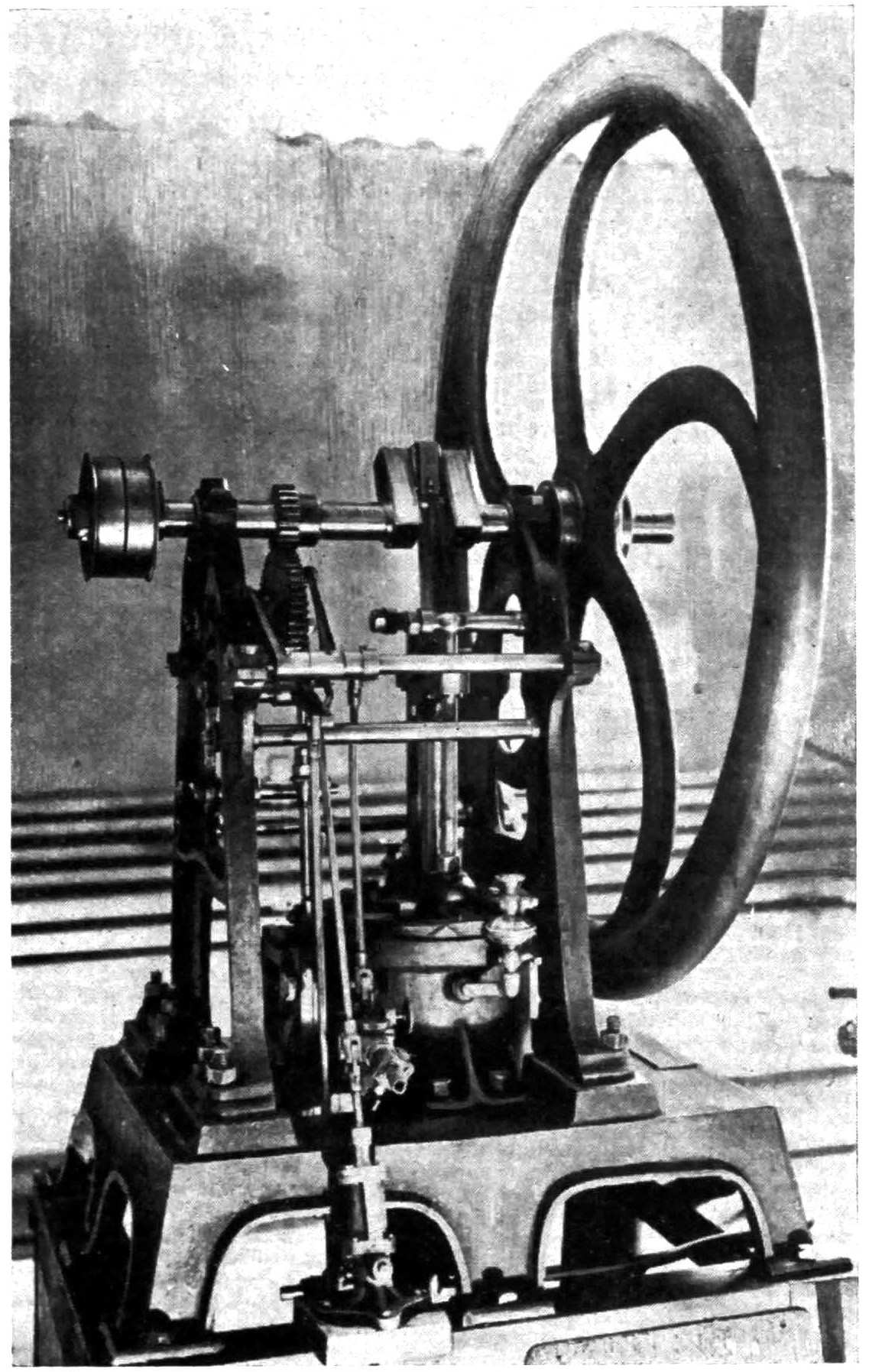
Nachbildung der Viertakt-Gasmaschine von Chr. Reithmann aus dem Jahr 1873

Am 26. Oktober 1860 sicherte sich Reithmann das erste Patent auf einen Verbrennungsmotor, als er von Étienne Lenoirs Maschine in Paris hörte. Dieses Patent erlosch bereits 1861, weil er es nicht nutzen konnte und darum aus Kostengründen nicht verlängerte. Der Motor hatte 98 mm Bohrung, 111 mm Hub und eine Drehzahl von 200 Umdrehungen pro Minute.
Der stehende Motor auf den Füßen eines Windenbocks war Reithmanns Prototyp, den er sich 1868 erneut patentieren ließ und das Patent mehrfach verlängerte. Außerdem baute Reithmann einen liegenden Motor nach demselben Prinzip, mit dem er eine industrielle Maschinenproduktion begründen wollte. Sein vielversprechendster Partner war der Glasmaler Ainmiller. Man mietete ein Geschäft in der Schwanthalerstraße, doch bei der Präsentation auf der Industrieschau anlässlich des Oktoberfestes am 2. Oktober 1869 brach die Kurbelwelle infolge unbeherrschbarer Motorenstöße und das Projekt war gescheitert. Reithmann unternahm noch weitere Versuche, Partner zu finden, scheiterte aber an Kapitalmangel. Mit dem stehenden Motor arbeitete und experimentierte er bis 1881 in der Werkstatt. Im Januar 1872 präsentierte Reithmann den stehenden Flugkolbenmotor im Polytechnischen Verein München (Vorgänger der heutigen TU) vor Fachpublikum. Carl von Linde schrieb über Reithmann im „Bayerischen Industrie- und Gewerbeblatt“. Reithmann arbeitete mit unveränderlicher Luftmenge zwischen zwei Kolben, die durch Explosion eines Gas-Luft-Gemisches verdichtet wurde und Spannkraft erhielt. Bei Ausdehnung entstand Arbeitsleistung. Zu diesem Zeitpunkt waren der stehende und der liegende Reithmann-Motor Flugkolbenmotoren. Sie funktionierten ähnlich wie der zur selben Zeit von N. A. Otto & Compagnie vertriebene „atmosphärische Motor“. 1873 folgte der entscheidende Schritt: Reithmann entfernte einen Kolben, verzichtete auf das Luftkissen und verdichtete das Gas-Luft-Gemisch direkt. Dadurch erzielte die anschließende Zündung eine viel stärkere Arbeitsleistung: sein Motor arbeitete in vier Takten.
Seit 1876 wurde in Köln, in der Gasmotoren-Fabrik Deutz AG im Stadtteil Deutz, der von Nicolaus Otto und seinen Mitarbeitern Daimler und Maybach entwickelte Viertaktmotor gebaut, der durch das Deutsche Reichspatent DRP 532 vom 9. Mai 1876 geschützt war.
Diesen kleinen, schnell laufenden und leistungsstarken Motor wollten auch andere Maschinenbauer, allen voran Ernst Körting aus Hannover, vertreiben. Um das Patent zu stürzen, suchten sie nach einem Vorerfinder und stießen auf den in Technikerkreisen bekannten Reithmann. Sie baten ihn um eine eidesstattliche Erklärung, wann und in welcher Form er seinen Motor entwickelt habe. Dazu erschien 1883 in der Zeitschrift des „Vereins Deutscher Ingenieure“ ein Artikel von Zivilingenieur Wiegand, in dem er schrieb, Reithmann habe den Motor drei Jahre vor Otto gebaut. Wiegand deutete an, Otto habe von Reithmanns Motor damals schon erfahren, sodass nicht klar sei, was Otto erfunden habe und was nicht (siehe Hans Seper, Blätter zur Technikgeschichte, Band 21, Technisches Museum Wien). Daraufhin verklagte die Gasmotoren-Fabrik Reithmann wegen Patentrechtsverletzung. Im folgenden Prozess wurde Reithmann anerkannt, dass er 1873 einen Viertaktmotor gebaut hatte. Eugen Langen, Ottos Partner, hatte vergeblich versucht, den Gutachter Schröter zu manipulieren. Die Klage der Gasmotoren-Fabrik in Köln wurde im Dezember 1884 abgewiesen, sie verlor den Prozess in der 1. Instanz.
Für die Gasmotoren-Fabrik war das Urteil eine doppelte Katastrophe, weil der Reithmann-Motor nun per Gerichtsbeschluss als Viertakter anerkannt und Ottos Erfinderehre in Gefahr war. Um Reithmann daran zu hindern, vor der Berufungsverhandlung im November 1885 seine Rechte am Viertaktverfahren an Dritte zu verkaufen, schloss man mit ihm einen Vertrag, den der 1947 verstorbene Arnold Langen, Biograf von Nicolaus Otto und Sohn von dessen Partner Eugen Langen, posthum in seinem Werk Nicolaus August Otto – Der Schöpfer des Verbrennungs-Motors veröffentlichte: Reithmann sollte seinen Motor an Deutz abliefern und 25.000 Goldmark erhalten. Unabhängig davon sollte vor Gericht weiter ehrlich gestritten werden und Reithmann das Geld auch dann erhalten, wenn er in 2. Instanz verlieren würde und nichts mehr zu verkaufen hätte. Außerdem wurde vereinbart, dass Deutz Reithmann nachträglich nicht verunglimpfen würde und Reithmann erklärte, er habe seinen Motor geheim gehalten. Dies verlangte Langen, um die oben genannten Gerüchte zum Verstummen zu bringen, Otto hätte den Reithmann-Motor vor seiner Erfindung gekannt. Reithmanns Berater einschließlich dessen Sohn warnten ihn zu unterschreiben, doch der Uhrmacher glaubte an den Vertrag.
Langen hingegen war klar, dass Deutz in 2. Instanz ebenso verlieren konnte wie in der ersten Verhandlung. Man durfte dann zwar weiterhin Viertaktmotoren in Deutz bauen, aber der Verlust der Erfinderehre würde seinen Freund Otto umbringen, der sich als Erbe von James Watt betrachtete, dem zu Ehren er an seinem Haus in Köln eine Gedenktafel anbringen ließ. Langen, der von Anfang an mit Tricks gearbeitet hatte, besuchte Reithmann daher 1885 mehrmals und setzte ihn massiv unter Druck. Langen erklärte, Reithmann stünde die Erfinderehre nicht zu, er würde Otto umbringen, wenn er nicht nachgäbe. Seinen Worten verlieh Langen Nachdruck, indem er andeutete, das Geld zurückzuhalten. Langen versuchte, Reithmann dazu zu bringen, eine Erklärung über einen von Langen frei erfundenen „Übergangsmotor“ zu unterschreiben, den Reithmann angeblich bis in die Mitte der 70er Jahre benutzt haben sollte, damit seine Aussagen in 1. Instanz glaubhaft blieben. Reithmann weigerte sich selbstredend, Langens erhalten gebliebene, handschriftliche Beschreibung dieses „Übergangsmotors“ zu unterschreiben. Aber der Druck zerrte an Reithmanns Nerven. Dazu geriet er in finanzielle Nöte, weil einige seiner Gönner nach dem Vertragsabschluss mit Deutz absprangen. Reithmann verfiel so sehr, dass seine Ärzte fürchteten, er würde den Prozess in 2. Instanz nicht erleben. Dann starb am 25. Oktober 1885, zwei Wochen vor Prozessbeginn, auch noch Reithmanns Frau. Langens große Chance. Am 8. November 1885 stand Langen wieder in Reithmanns Werkstatt. Wieder wollte er Reithmann davon abbringen, vor Gericht wie in 1. Instanz klare Aussagen zu machen. Jetzt gab Reithmann auf. Langen wusste sehr wohl um die harten Bandagen, denn er notierte handschriftlich über sein eigenes Vorgehen: „Ekelhaft, unwürdig, solche Verhandlungen! Reithmann ist nun nicht mehr ein Gespenst.“ Auch diese Notiz ist erhalten geblieben und wurde von Arnold Langen veröffentlicht.
Reithmann antwortete im Prozess in 2. Instanz auf die entscheidende Frage des Richters, wann er zum Viertaktverfahren gelangt sei, er wisse es nicht und entschuldigte sich mit „technischer Unbildung“, obwohl er seit 30 Jahren Motoren gebaut und damit seinen Lebensunterhalt bestritten hatte. Er ließ sich für diese Aussage nicht vereidigen, da sonst seine Aussagen in 1. Instanz ein Meineid gewesen wären. Damit verlor er den Prozess im November 1885.
Im Gegensatz zur Gasmotoren-Fabrik hielt Reithmann sich an die Vereinbarungen des Vertrags. Er nahm das Geld und sprach nie mehr über den Prozess und das, was darum herum geschah. Den Originalmotor lieferte Reithmann vertragsgemäß an Deutz ab und erhielt dafür einen Otto-Motor.
1906 übergab Reithmann aus Anlass der Eröffnung einen Nachbau seines Motors an das Deutsche Museum in München, der aus unbekannten Gründen ebenfalls nach Deutz gelangte.
Die Gasmotoren-Fabrik, die seit 1938 Klöckner-Humboldt-Deutz heißt, behielt die Rechte, Nicolaus August Otto die Erfinderehre. Doch damit nicht genug, wurde Reithmann vom Deutzer Firmenarchivar Gustav Goldbeck als Bastler und dilettantischer Hobby-Techniker verunglimpft, der rein zufällig über das Viertaktprinzip gestolpert sei, das nie richtig funktionierte. Die Deutzer Darstellung ist ein klarer Vertragsbruch, wurde aber mit schöner Regelmäßigkeit zu allen Geburtstag- und Todestagen in der Presse wiederholt, da es keine tiefer gehende Quellenarbeit zu Reithmanns Leben gab. Erst 100 Jahre später konnten durch Aktenstudium im Deutschen Museum und im Stadtarchiv München zum Buch Als die Welt in Bewegung geriet – Christian Reithmann und die Erfindung des Viertaktmotors von Jutta Siorpaes die Hintergründe dieses Urheberrechtsstreites neu bewertet und aufgeklärt werden.

## Auszeichnungen und Anerkennungen
- 1867: Silberne Medaille bei der Pariser Weltausstellung 1867 für eine Uhr mit einem vom Räderwerk unabhängigen Pendel.
- 1873: Auszeichnungen bei der Weltausstellung 1873 in Wien für einen Haustelegraphen, dessen Signalmembranen pneumatisch betätigt wurden.
- 1874: Ernennung zum königlich bayerischen Hofuhrmacher durch König Ludwig II
- 1906: Verdienstkreuz des Verdienstordens vom Heiligen Michael zum Anlass der Grundsteinlegung des Deutschen Museums durch Kaiser Wilhelm II. am 13. Februar 1906
- Reithmannstraße und Reithmanngymnasium in Innsbruck